# Kannás Alajos
Kannás Alajos Mihály (Kiskunhalas, 1926. július 21. – Los Angeles, 1999. május 25.) pszichológus, író, költő.

## Tanulmányai
Az elemi iskoláit és a gimnáziumot szülővárosában, Kiskunhalason 1944-ben fejezte be. Aktívan részt vett az ifjúsági életben, és emellett már ekkor verseket is írt. III. osztályos korában 1935. június 17-én jó magaviselete és szorgalma jutalmául Özv. Pázmány Józsefné megajándékozta Cooper Vadfogó c. könyvévével.
Felsőfokú tanulmányait 1945-1948 között Budapesten a Pázmány Péter Tudományegyetemen végezte, irodalom és esztétika szakirányokon.
Doktori értekezését a Bécsi Egyetemen 1960-ban védte meg pszichológiai tanulmányok után.

## Élete
1948-ban távozott Ausztriába, ahonnan 1951-ben az Amerikai Egyesült Államokba települt át. 1954-ben visszatért Európába, ahol Franciaországban és Ausztriában tevékenykedett. 1960-ban pszichológiai tanulmányai befejezése után tért vissza az Egyesült Államokba, ahol a pomonai közkórház (Kalifornia szövetségi állam) pszichológusa volt. Kaliforniában tanult, megismerte a iszlám hitvilágot is, afroamerikai negyedben lakott és alkotott, második és harmadik házastársa is volt. Publikációi Krónikás álnéven jelentek meg, az Amerikai Magyar Népszava, a Californiai Magyarság, a Dél-amerikai Magyar Hírlap, a Caribi Újság, a Független Magyarország, az Irodalmi Újság, Ifjú Nemzedék (München), Magyar élet (Torontó és Melbourne), és még több időszakos kiadványban.

## Kiadott munkái
- Tíz év versei. Antológia. München, 1956
- Kormos kövek. Róma, 1957; München, 1988; Budapest, 1991
- Kettős alakban. München, 1958
- Bécsi képeskönyv. Bécs, 1963
- Miért is félnél? München : Aurora, 1963
- A Napnyugat írói körének antológiája. Los Angeles, 1971 és 1979
- Vándorének. (Nyugat-európai és tengerentúli magyar költők) Szépirodalmi. Bp., 1981, 102-111. old.
- Kormos kövek. Ötvenhat vers 1956-ról; ford. Makkai Ádám; Atlantis-Centaur, Chicago, 1998

## Külső hivatkozások
- Kormos kövek
- Beszélgetés Kannás Alajossal